# Aurelio Abela de la Torre
Aurelio Abela de la Torre (Malaga, 1843 – Malaga, 30 aprile 1892) è stato un compositore di scacchi spagnolo.
Fu il primo problemista spagnolo ad ottenere riconoscimenti in concorsi internazionali. Mentre studiava medicina all'università di Madrid ricevette lezioni di scacchi da Vicente Martínez de Carvajal, uno dei più forti giocatori spagnoli dell'epoca. Tornato a Malaga, esercitò la professione di medico.
Compose un centinaio di problemi, la maggior parte diretti in due e tre mosse, pubblicati prima sulla rivista spagnola « El Museo Universal », poi su riviste inglesi, francesi ed italiane.
Come per la maggior parte dei problemisti spagnoli della sua epoca, le sue composizioni non seguono le convenzioni adottate dalle prime scuole problemistiche centroeuropee, ma ciò fu largamente compensato dalla sua grande immaginazione e profondità d'idee.

## Problemi d'esempio
|   | a | b | c | d | e | f | g | h |   |
| 8 | c8 torre del bianco · h8 alfiere del bianco · b6 re del bianco · c6 pedone del bianco · d6 pedone del nero · f5 pedone del bianco · a4 alfiere del nero · c4 re del nero · g4 cavallo del bianco · g2 cavallo del nero · b1 donna del bianco | c8 torre del bianco · h8 alfiere del bianco · b6 re del bianco · c6 pedone del bianco · d6 pedone del nero · f5 pedone del bianco · a4 alfiere del nero · c4 re del nero · g4 cavallo del bianco · g2 cavallo del nero · b1 donna del bianco | c8 torre del bianco · h8 alfiere del bianco · b6 re del bianco · c6 pedone del bianco · d6 pedone del nero · f5 pedone del bianco · a4 alfiere del nero · c4 re del nero · g4 cavallo del bianco · g2 cavallo del nero · b1 donna del bianco | c8 torre del bianco · h8 alfiere del bianco · b6 re del bianco · c6 pedone del bianco · d6 pedone del nero · f5 pedone del bianco · a4 alfiere del nero · c4 re del nero · g4 cavallo del bianco · g2 cavallo del nero · b1 donna del bianco | c8 torre del bianco · h8 alfiere del bianco · b6 re del bianco · c6 pedone del bianco · d6 pedone del nero · f5 pedone del bianco · a4 alfiere del nero · c4 re del nero · g4 cavallo del bianco · g2 cavallo del nero · b1 donna del bianco | c8 torre del bianco · h8 alfiere del bianco · b6 re del bianco · c6 pedone del bianco · d6 pedone del nero · f5 pedone del bianco · a4 alfiere del nero · c4 re del nero · g4 cavallo del bianco · g2 cavallo del nero · b1 donna del bianco | c8 torre del bianco · h8 alfiere del bianco · b6 re del bianco · c6 pedone del bianco · d6 pedone del nero · f5 pedone del bianco · a4 alfiere del nero · c4 re del nero · g4 cavallo del bianco · g2 cavallo del nero · b1 donna del bianco | c8 torre del bianco · h8 alfiere del bianco · b6 re del bianco · c6 pedone del bianco · d6 pedone del nero · f5 pedone del bianco · a4 alfiere del nero · c4 re del nero · g4 cavallo del bianco · g2 cavallo del nero · b1 donna del bianco | 8 |
| 7 | c8 torre del bianco · h8 alfiere del bianco · b6 re del bianco · c6 pedone del bianco · d6 pedone del nero · f5 pedone del bianco · a4 alfiere del nero · c4 re del nero · g4 cavallo del bianco · g2 cavallo del nero · b1 donna del bianco | c8 torre del bianco · h8 alfiere del bianco · b6 re del bianco · c6 pedone del bianco · d6 pedone del nero · f5 pedone del bianco · a4 alfiere del nero · c4 re del nero · g4 cavallo del bianco · g2 cavallo del nero · b1 donna del bianco | c8 torre del bianco · h8 alfiere del bianco · b6 re del bianco · c6 pedone del bianco · d6 pedone del nero · f5 pedone del bianco · a4 alfiere del nero · c4 re del nero · g4 cavallo del bianco · g2 cavallo del nero · b1 donna del bianco | c8 torre del bianco · h8 alfiere del bianco · b6 re del bianco · c6 pedone del bianco · d6 pedone del nero · f5 pedone del bianco · a4 alfiere del nero · c4 re del nero · g4 cavallo del bianco · g2 cavallo del nero · b1 donna del bianco | c8 torre del bianco · h8 alfiere del bianco · b6 re del bianco · c6 pedone del bianco · d6 pedone del nero · f5 pedone del bianco · a4 alfiere del nero · c4 re del nero · g4 cavallo del bianco · g2 cavallo del nero · b1 donna del bianco | c8 torre del bianco · h8 alfiere del bianco · b6 re del bianco · c6 pedone del bianco · d6 pedone del nero · f5 pedone del bianco · a4 alfiere del nero · c4 re del nero · g4 cavallo del bianco · g2 cavallo del nero · b1 donna del bianco | c8 torre del bianco · h8 alfiere del bianco · b6 re del bianco · c6 pedone del bianco · d6 pedone del nero · f5 pedone del bianco · a4 alfiere del nero · c4 re del nero · g4 cavallo del bianco · g2 cavallo del nero · b1 donna del bianco | c8 torre del bianco · h8 alfiere del bianco · b6 re del bianco · c6 pedone del bianco · d6 pedone del nero · f5 pedone del bianco · a4 alfiere del nero · c4 re del nero · g4 cavallo del bianco · g2 cavallo del nero · b1 donna del bianco | 7 |
| 6 | c8 torre del bianco · h8 alfiere del bianco · b6 re del bianco · c6 pedone del bianco · d6 pedone del nero · f5 pedone del bianco · a4 alfiere del nero · c4 re del nero · g4 cavallo del bianco · g2 cavallo del nero · b1 donna del bianco | c8 torre del bianco · h8 alfiere del bianco · b6 re del bianco · c6 pedone del bianco · d6 pedone del nero · f5 pedone del bianco · a4 alfiere del nero · c4 re del nero · g4 cavallo del bianco · g2 cavallo del nero · b1 donna del bianco | c8 torre del bianco · h8 alfiere del bianco · b6 re del bianco · c6 pedone del bianco · d6 pedone del nero · f5 pedone del bianco · a4 alfiere del nero · c4 re del nero · g4 cavallo del bianco · g2 cavallo del nero · b1 donna del bianco | c8 torre del bianco · h8 alfiere del bianco · b6 re del bianco · c6 pedone del bianco · d6 pedone del nero · f5 pedone del bianco · a4 alfiere del nero · c4 re del nero · g4 cavallo del bianco · g2 cavallo del nero · b1 donna del bianco | c8 torre del bianco · h8 alfiere del bianco · b6 re del bianco · c6 pedone del bianco · d6 pedone del nero · f5 pedone del bianco · a4 alfiere del nero · c4 re del nero · g4 cavallo del bianco · g2 cavallo del nero · b1 donna del bianco | c8 torre del bianco · h8 alfiere del bianco · b6 re del bianco · c6 pedone del bianco · d6 pedone del nero · f5 pedone del bianco · a4 alfiere del nero · c4 re del nero · g4 cavallo del bianco · g2 cavallo del nero · b1 donna del bianco | c8 torre del bianco · h8 alfiere del bianco · b6 re del bianco · c6 pedone del bianco · d6 pedone del nero · f5 pedone del bianco · a4 alfiere del nero · c4 re del nero · g4 cavallo del bianco · g2 cavallo del nero · b1 donna del bianco | c8 torre del bianco · h8 alfiere del bianco · b6 re del bianco · c6 pedone del bianco · d6 pedone del nero · f5 pedone del bianco · a4 alfiere del nero · c4 re del nero · g4 cavallo del bianco · g2 cavallo del nero · b1 donna del bianco | 6 |
| 5 | c8 torre del bianco · h8 alfiere del bianco · b6 re del bianco · c6 pedone del bianco · d6 pedone del nero · f5 pedone del bianco · a4 alfiere del nero · c4 re del nero · g4 cavallo del bianco · g2 cavallo del nero · b1 donna del bianco | c8 torre del bianco · h8 alfiere del bianco · b6 re del bianco · c6 pedone del bianco · d6 pedone del nero · f5 pedone del bianco · a4 alfiere del nero · c4 re del nero · g4 cavallo del bianco · g2 cavallo del nero · b1 donna del bianco | c8 torre del bianco · h8 alfiere del bianco · b6 re del bianco · c6 pedone del bianco · d6 pedone del nero · f5 pedone del bianco · a4 alfiere del nero · c4 re del nero · g4 cavallo del bianco · g2 cavallo del nero · b1 donna del bianco | c8 torre del bianco · h8 alfiere del bianco · b6 re del bianco · c6 pedone del bianco · d6 pedone del nero · f5 pedone del bianco · a4 alfiere del nero · c4 re del nero · g4 cavallo del bianco · g2 cavallo del nero · b1 donna del bianco | c8 torre del bianco · h8 alfiere del bianco · b6 re del bianco · c6 pedone del bianco · d6 pedone del nero · f5 pedone del bianco · a4 alfiere del nero · c4 re del nero · g4 cavallo del bianco · g2 cavallo del nero · b1 donna del bianco | c8 torre del bianco · h8 alfiere del bianco · b6 re del bianco · c6 pedone del bianco · d6 pedone del nero · f5 pedone del bianco · a4 alfiere del nero · c4 re del nero · g4 cavallo del bianco · g2 cavallo del nero · b1 donna del bianco | c8 torre del bianco · h8 alfiere del bianco · b6 re del bianco · c6 pedone del bianco · d6 pedone del nero · f5 pedone del bianco · a4 alfiere del nero · c4 re del nero · g4 cavallo del bianco · g2 cavallo del nero · b1 donna del bianco | c8 torre del bianco · h8 alfiere del bianco · b6 re del bianco · c6 pedone del bianco · d6 pedone del nero · f5 pedone del bianco · a4 alfiere del nero · c4 re del nero · g4 cavallo del bianco · g2 cavallo del nero · b1 donna del bianco | 5 |
| 4 | c8 torre del bianco · h8 alfiere del bianco · b6 re del bianco · c6 pedone del bianco · d6 pedone del nero · f5 pedone del bianco · a4 alfiere del nero · c4 re del nero · g4 cavallo del bianco · g2 cavallo del nero · b1 donna del bianco | c8 torre del bianco · h8 alfiere del bianco · b6 re del bianco · c6 pedone del bianco · d6 pedone del nero · f5 pedone del bianco · a4 alfiere del nero · c4 re del nero · g4 cavallo del bianco · g2 cavallo del nero · b1 donna del bianco | c8 torre del bianco · h8 alfiere del bianco · b6 re del bianco · c6 pedone del bianco · d6 pedone del nero · f5 pedone del bianco · a4 alfiere del nero · c4 re del nero · g4 cavallo del bianco · g2 cavallo del nero · b1 donna del bianco | c8 torre del bianco · h8 alfiere del bianco · b6 re del bianco · c6 pedone del bianco · d6 pedone del nero · f5 pedone del bianco · a4 alfiere del nero · c4 re del nero · g4 cavallo del bianco · g2 cavallo del nero · b1 donna del bianco | c8 torre del bianco · h8 alfiere del bianco · b6 re del bianco · c6 pedone del bianco · d6 pedone del nero · f5 pedone del bianco · a4 alfiere del nero · c4 re del nero · g4 cavallo del bianco · g2 cavallo del nero · b1 donna del bianco | c8 torre del bianco · h8 alfiere del bianco · b6 re del bianco · c6 pedone del bianco · d6 pedone del nero · f5 pedone del bianco · a4 alfiere del nero · c4 re del nero · g4 cavallo del bianco · g2 cavallo del nero · b1 donna del bianco | c8 torre del bianco · h8 alfiere del bianco · b6 re del bianco · c6 pedone del bianco · d6 pedone del nero · f5 pedone del bianco · a4 alfiere del nero · c4 re del nero · g4 cavallo del bianco · g2 cavallo del nero · b1 donna del bianco | c8 torre del bianco · h8 alfiere del bianco · b6 re del bianco · c6 pedone del bianco · d6 pedone del nero · f5 pedone del bianco · a4 alfiere del nero · c4 re del nero · g4 cavallo del bianco · g2 cavallo del nero · b1 donna del bianco | 4 |
| 3 | c8 torre del bianco · h8 alfiere del bianco · b6 re del bianco · c6 pedone del bianco · d6 pedone del nero · f5 pedone del bianco · a4 alfiere del nero · c4 re del nero · g4 cavallo del bianco · g2 cavallo del nero · b1 donna del bianco | c8 torre del bianco · h8 alfiere del bianco · b6 re del bianco · c6 pedone del bianco · d6 pedone del nero · f5 pedone del bianco · a4 alfiere del nero · c4 re del nero · g4 cavallo del bianco · g2 cavallo del nero · b1 donna del bianco | c8 torre del bianco · h8 alfiere del bianco · b6 re del bianco · c6 pedone del bianco · d6 pedone del nero · f5 pedone del bianco · a4 alfiere del nero · c4 re del nero · g4 cavallo del bianco · g2 cavallo del nero · b1 donna del bianco | c8 torre del bianco · h8 alfiere del bianco · b6 re del bianco · c6 pedone del bianco · d6 pedone del nero · f5 pedone del bianco · a4 alfiere del nero · c4 re del nero · g4 cavallo del bianco · g2 cavallo del nero · b1 donna del bianco | c8 torre del bianco · h8 alfiere del bianco · b6 re del bianco · c6 pedone del bianco · d6 pedone del nero · f5 pedone del bianco · a4 alfiere del nero · c4 re del nero · g4 cavallo del bianco · g2 cavallo del nero · b1 donna del bianco | c8 torre del bianco · h8 alfiere del bianco · b6 re del bianco · c6 pedone del bianco · d6 pedone del nero · f5 pedone del bianco · a4 alfiere del nero · c4 re del nero · g4 cavallo del bianco · g2 cavallo del nero · b1 donna del bianco | c8 torre del bianco · h8 alfiere del bianco · b6 re del bianco · c6 pedone del bianco · d6 pedone del nero · f5 pedone del bianco · a4 alfiere del nero · c4 re del nero · g4 cavallo del bianco · g2 cavallo del nero · b1 donna del bianco | c8 torre del bianco · h8 alfiere del bianco · b6 re del bianco · c6 pedone del bianco · d6 pedone del nero · f5 pedone del bianco · a4 alfiere del nero · c4 re del nero · g4 cavallo del bianco · g2 cavallo del nero · b1 donna del bianco | 3 |
| 2 | c8 torre del bianco · h8 alfiere del bianco · b6 re del bianco · c6 pedone del bianco · d6 pedone del nero · f5 pedone del bianco · a4 alfiere del nero · c4 re del nero · g4 cavallo del bianco · g2 cavallo del nero · b1 donna del bianco | c8 torre del bianco · h8 alfiere del bianco · b6 re del bianco · c6 pedone del bianco · d6 pedone del nero · f5 pedone del bianco · a4 alfiere del nero · c4 re del nero · g4 cavallo del bianco · g2 cavallo del nero · b1 donna del bianco | c8 torre del bianco · h8 alfiere del bianco · b6 re del bianco · c6 pedone del bianco · d6 pedone del nero · f5 pedone del bianco · a4 alfiere del nero · c4 re del nero · g4 cavallo del bianco · g2 cavallo del nero · b1 donna del bianco | c8 torre del bianco · h8 alfiere del bianco · b6 re del bianco · c6 pedone del bianco · d6 pedone del nero · f5 pedone del bianco · a4 alfiere del nero · c4 re del nero · g4 cavallo del bianco · g2 cavallo del nero · b1 donna del bianco | c8 torre del bianco · h8 alfiere del bianco · b6 re del bianco · c6 pedone del bianco · d6 pedone del nero · f5 pedone del bianco · a4 alfiere del nero · c4 re del nero · g4 cavallo del bianco · g2 cavallo del nero · b1 donna del bianco | c8 torre del bianco · h8 alfiere del bianco · b6 re del bianco · c6 pedone del bianco · d6 pedone del nero · f5 pedone del bianco · a4 alfiere del nero · c4 re del nero · g4 cavallo del bianco · g2 cavallo del nero · b1 donna del bianco | c8 torre del bianco · h8 alfiere del bianco · b6 re del bianco · c6 pedone del bianco · d6 pedone del nero · f5 pedone del bianco · a4 alfiere del nero · c4 re del nero · g4 cavallo del bianco · g2 cavallo del nero · b1 donna del bianco | c8 torre del bianco · h8 alfiere del bianco · b6 re del bianco · c6 pedone del bianco · d6 pedone del nero · f5 pedone del bianco · a4 alfiere del nero · c4 re del nero · g4 cavallo del bianco · g2 cavallo del nero · b1 donna del bianco | 2 |
| 1 | c8 torre del bianco · h8 alfiere del bianco · b6 re del bianco · c6 pedone del bianco · d6 pedone del nero · f5 pedone del bianco · a4 alfiere del nero · c4 re del nero · g4 cavallo del bianco · g2 cavallo del nero · b1 donna del bianco | c8 torre del bianco · h8 alfiere del bianco · b6 re del bianco · c6 pedone del bianco · d6 pedone del nero · f5 pedone del bianco · a4 alfiere del nero · c4 re del nero · g4 cavallo del bianco · g2 cavallo del nero · b1 donna del bianco | c8 torre del bianco · h8 alfiere del bianco · b6 re del bianco · c6 pedone del bianco · d6 pedone del nero · f5 pedone del bianco · a4 alfiere del nero · c4 re del nero · g4 cavallo del bianco · g2 cavallo del nero · b1 donna del bianco | c8 torre del bianco · h8 alfiere del bianco · b6 re del bianco · c6 pedone del bianco · d6 pedone del nero · f5 pedone del bianco · a4 alfiere del nero · c4 re del nero · g4 cavallo del bianco · g2 cavallo del nero · b1 donna del bianco | c8 torre del bianco · h8 alfiere del bianco · b6 re del bianco · c6 pedone del bianco · d6 pedone del nero · f5 pedone del bianco · a4 alfiere del nero · c4 re del nero · g4 cavallo del bianco · g2 cavallo del nero · b1 donna del bianco | c8 torre del bianco · h8 alfiere del bianco · b6 re del bianco · c6 pedone del bianco · d6 pedone del nero · f5 pedone del bianco · a4 alfiere del nero · c4 re del nero · g4 cavallo del bianco · g2 cavallo del nero · b1 donna del bianco | c8 torre del bianco · h8 alfiere del bianco · b6 re del bianco · c6 pedone del bianco · d6 pedone del nero · f5 pedone del bianco · a4 alfiere del nero · c4 re del nero · g4 cavallo del bianco · g2 cavallo del nero · b1 donna del bianco | c8 torre del bianco · h8 alfiere del bianco · b6 re del bianco · c6 pedone del bianco · d6 pedone del nero · f5 pedone del bianco · a4 alfiere del nero · c4 re del nero · g4 cavallo del bianco · g2 cavallo del nero · b1 donna del bianco | 1 |
|   | a | b | c | d | e | f | g | h |   |

Soluzione:
Chiave: 1. Aa1 !  zugzwang

l'unica mossa che permette all'alfiere di mantenere il controllo della casa d4 senza ostruire la colonna b.

1. ...d5  2. Ce5# ;  1... C ∼  2. Ce3#

|   | a | b | c | d | e | f | g | h |   |
| 8 | b8 cavallo del bianco · g8 re del bianco · e7 pedone del nero · h7 alfiere del bianco · e6 re del nero · f6 pedone del nero · c5 pedone del nero · f5 cavallo del bianco · h5 pedone del nero · c4 pedone del bianco · d4 cavallo del nero · f4 cavallo del nero · h4 pedone del bianco · d2 torre del bianco · h2 alfiere del bianco · a1 donna del bianco | b8 cavallo del bianco · g8 re del bianco · e7 pedone del nero · h7 alfiere del bianco · e6 re del nero · f6 pedone del nero · c5 pedone del nero · f5 cavallo del bianco · h5 pedone del nero · c4 pedone del bianco · d4 cavallo del nero · f4 cavallo del nero · h4 pedone del bianco · d2 torre del bianco · h2 alfiere del bianco · a1 donna del bianco | b8 cavallo del bianco · g8 re del bianco · e7 pedone del nero · h7 alfiere del bianco · e6 re del nero · f6 pedone del nero · c5 pedone del nero · f5 cavallo del bianco · h5 pedone del nero · c4 pedone del bianco · d4 cavallo del nero · f4 cavallo del nero · h4 pedone del bianco · d2 torre del bianco · h2 alfiere del bianco · a1 donna del bianco | b8 cavallo del bianco · g8 re del bianco · e7 pedone del nero · h7 alfiere del bianco · e6 re del nero · f6 pedone del nero · c5 pedone del nero · f5 cavallo del bianco · h5 pedone del nero · c4 pedone del bianco · d4 cavallo del nero · f4 cavallo del nero · h4 pedone del bianco · d2 torre del bianco · h2 alfiere del bianco · a1 donna del bianco | b8 cavallo del bianco · g8 re del bianco · e7 pedone del nero · h7 alfiere del bianco · e6 re del nero · f6 pedone del nero · c5 pedone del nero · f5 cavallo del bianco · h5 pedone del nero · c4 pedone del bianco · d4 cavallo del nero · f4 cavallo del nero · h4 pedone del bianco · d2 torre del bianco · h2 alfiere del bianco · a1 donna del bianco | b8 cavallo del bianco · g8 re del bianco · e7 pedone del nero · h7 alfiere del bianco · e6 re del nero · f6 pedone del nero · c5 pedone del nero · f5 cavallo del bianco · h5 pedone del nero · c4 pedone del bianco · d4 cavallo del nero · f4 cavallo del nero · h4 pedone del bianco · d2 torre del bianco · h2 alfiere del bianco · a1 donna del bianco | b8 cavallo del bianco · g8 re del bianco · e7 pedone del nero · h7 alfiere del bianco · e6 re del nero · f6 pedone del nero · c5 pedone del nero · f5 cavallo del bianco · h5 pedone del nero · c4 pedone del bianco · d4 cavallo del nero · f4 cavallo del nero · h4 pedone del bianco · d2 torre del bianco · h2 alfiere del bianco · a1 donna del bianco | b8 cavallo del bianco · g8 re del bianco · e7 pedone del nero · h7 alfiere del bianco · e6 re del nero · f6 pedone del nero · c5 pedone del nero · f5 cavallo del bianco · h5 pedone del nero · c4 pedone del bianco · d4 cavallo del nero · f4 cavallo del nero · h4 pedone del bianco · d2 torre del bianco · h2 alfiere del bianco · a1 donna del bianco | 8 |
| 7 | b8 cavallo del bianco · g8 re del bianco · e7 pedone del nero · h7 alfiere del bianco · e6 re del nero · f6 pedone del nero · c5 pedone del nero · f5 cavallo del bianco · h5 pedone del nero · c4 pedone del bianco · d4 cavallo del nero · f4 cavallo del nero · h4 pedone del bianco · d2 torre del bianco · h2 alfiere del bianco · a1 donna del bianco | b8 cavallo del bianco · g8 re del bianco · e7 pedone del nero · h7 alfiere del bianco · e6 re del nero · f6 pedone del nero · c5 pedone del nero · f5 cavallo del bianco · h5 pedone del nero · c4 pedone del bianco · d4 cavallo del nero · f4 cavallo del nero · h4 pedone del bianco · d2 torre del bianco · h2 alfiere del bianco · a1 donna del bianco | b8 cavallo del bianco · g8 re del bianco · e7 pedone del nero · h7 alfiere del bianco · e6 re del nero · f6 pedone del nero · c5 pedone del nero · f5 cavallo del bianco · h5 pedone del nero · c4 pedone del bianco · d4 cavallo del nero · f4 cavallo del nero · h4 pedone del bianco · d2 torre del bianco · h2 alfiere del bianco · a1 donna del bianco | b8 cavallo del bianco · g8 re del bianco · e7 pedone del nero · h7 alfiere del bianco · e6 re del nero · f6 pedone del nero · c5 pedone del nero · f5 cavallo del bianco · h5 pedone del nero · c4 pedone del bianco · d4 cavallo del nero · f4 cavallo del nero · h4 pedone del bianco · d2 torre del bianco · h2 alfiere del bianco · a1 donna del bianco | b8 cavallo del bianco · g8 re del bianco · e7 pedone del nero · h7 alfiere del bianco · e6 re del nero · f6 pedone del nero · c5 pedone del nero · f5 cavallo del bianco · h5 pedone del nero · c4 pedone del bianco · d4 cavallo del nero · f4 cavallo del nero · h4 pedone del bianco · d2 torre del bianco · h2 alfiere del bianco · a1 donna del bianco | b8 cavallo del bianco · g8 re del bianco · e7 pedone del nero · h7 alfiere del bianco · e6 re del nero · f6 pedone del nero · c5 pedone del nero · f5 cavallo del bianco · h5 pedone del nero · c4 pedone del bianco · d4 cavallo del nero · f4 cavallo del nero · h4 pedone del bianco · d2 torre del bianco · h2 alfiere del bianco · a1 donna del bianco | b8 cavallo del bianco · g8 re del bianco · e7 pedone del nero · h7 alfiere del bianco · e6 re del nero · f6 pedone del nero · c5 pedone del nero · f5 cavallo del bianco · h5 pedone del nero · c4 pedone del bianco · d4 cavallo del nero · f4 cavallo del nero · h4 pedone del bianco · d2 torre del bianco · h2 alfiere del bianco · a1 donna del bianco | b8 cavallo del bianco · g8 re del bianco · e7 pedone del nero · h7 alfiere del bianco · e6 re del nero · f6 pedone del nero · c5 pedone del nero · f5 cavallo del bianco · h5 pedone del nero · c4 pedone del bianco · d4 cavallo del nero · f4 cavallo del nero · h4 pedone del bianco · d2 torre del bianco · h2 alfiere del bianco · a1 donna del bianco | 7 |
| 6 | b8 cavallo del bianco · g8 re del bianco · e7 pedone del nero · h7 alfiere del bianco · e6 re del nero · f6 pedone del nero · c5 pedone del nero · f5 cavallo del bianco · h5 pedone del nero · c4 pedone del bianco · d4 cavallo del nero · f4 cavallo del nero · h4 pedone del bianco · d2 torre del bianco · h2 alfiere del bianco · a1 donna del bianco | b8 cavallo del bianco · g8 re del bianco · e7 pedone del nero · h7 alfiere del bianco · e6 re del nero · f6 pedone del nero · c5 pedone del nero · f5 cavallo del bianco · h5 pedone del nero · c4 pedone del bianco · d4 cavallo del nero · f4 cavallo del nero · h4 pedone del bianco · d2 torre del bianco · h2 alfiere del bianco · a1 donna del bianco | b8 cavallo del bianco · g8 re del bianco · e7 pedone del nero · h7 alfiere del bianco · e6 re del nero · f6 pedone del nero · c5 pedone del nero · f5 cavallo del bianco · h5 pedone del nero · c4 pedone del bianco · d4 cavallo del nero · f4 cavallo del nero · h4 pedone del bianco · d2 torre del bianco · h2 alfiere del bianco · a1 donna del bianco | b8 cavallo del bianco · g8 re del bianco · e7 pedone del nero · h7 alfiere del bianco · e6 re del nero · f6 pedone del nero · c5 pedone del nero · f5 cavallo del bianco · h5 pedone del nero · c4 pedone del bianco · d4 cavallo del nero · f4 cavallo del nero · h4 pedone del bianco · d2 torre del bianco · h2 alfiere del bianco · a1 donna del bianco | b8 cavallo del bianco · g8 re del bianco · e7 pedone del nero · h7 alfiere del bianco · e6 re del nero · f6 pedone del nero · c5 pedone del nero · f5 cavallo del bianco · h5 pedone del nero · c4 pedone del bianco · d4 cavallo del nero · f4 cavallo del nero · h4 pedone del bianco · d2 torre del bianco · h2 alfiere del bianco · a1 donna del bianco | b8 cavallo del bianco · g8 re del bianco · e7 pedone del nero · h7 alfiere del bianco · e6 re del nero · f6 pedone del nero · c5 pedone del nero · f5 cavallo del bianco · h5 pedone del nero · c4 pedone del bianco · d4 cavallo del nero · f4 cavallo del nero · h4 pedone del bianco · d2 torre del bianco · h2 alfiere del bianco · a1 donna del bianco | b8 cavallo del bianco · g8 re del bianco · e7 pedone del nero · h7 alfiere del bianco · e6 re del nero · f6 pedone del nero · c5 pedone del nero · f5 cavallo del bianco · h5 pedone del nero · c4 pedone del bianco · d4 cavallo del nero · f4 cavallo del nero · h4 pedone del bianco · d2 torre del bianco · h2 alfiere del bianco · a1 donna del bianco | b8 cavallo del bianco · g8 re del bianco · e7 pedone del nero · h7 alfiere del bianco · e6 re del nero · f6 pedone del nero · c5 pedone del nero · f5 cavallo del bianco · h5 pedone del nero · c4 pedone del bianco · d4 cavallo del nero · f4 cavallo del nero · h4 pedone del bianco · d2 torre del bianco · h2 alfiere del bianco · a1 donna del bianco | 6 |
| 5 | b8 cavallo del bianco · g8 re del bianco · e7 pedone del nero · h7 alfiere del bianco · e6 re del nero · f6 pedone del nero · c5 pedone del nero · f5 cavallo del bianco · h5 pedone del nero · c4 pedone del bianco · d4 cavallo del nero · f4 cavallo del nero · h4 pedone del bianco · d2 torre del bianco · h2 alfiere del bianco · a1 donna del bianco | b8 cavallo del bianco · g8 re del bianco · e7 pedone del nero · h7 alfiere del bianco · e6 re del nero · f6 pedone del nero · c5 pedone del nero · f5 cavallo del bianco · h5 pedone del nero · c4 pedone del bianco · d4 cavallo del nero · f4 cavallo del nero · h4 pedone del bianco · d2 torre del bianco · h2 alfiere del bianco · a1 donna del bianco | b8 cavallo del bianco · g8 re del bianco · e7 pedone del nero · h7 alfiere del bianco · e6 re del nero · f6 pedone del nero · c5 pedone del nero · f5 cavallo del bianco · h5 pedone del nero · c4 pedone del bianco · d4 cavallo del nero · f4 cavallo del nero · h4 pedone del bianco · d2 torre del bianco · h2 alfiere del bianco · a1 donna del bianco | b8 cavallo del bianco · g8 re del bianco · e7 pedone del nero · h7 alfiere del bianco · e6 re del nero · f6 pedone del nero · c5 pedone del nero · f5 cavallo del bianco · h5 pedone del nero · c4 pedone del bianco · d4 cavallo del nero · f4 cavallo del nero · h4 pedone del bianco · d2 torre del bianco · h2 alfiere del bianco · a1 donna del bianco | b8 cavallo del bianco · g8 re del bianco · e7 pedone del nero · h7 alfiere del bianco · e6 re del nero · f6 pedone del nero · c5 pedone del nero · f5 cavallo del bianco · h5 pedone del nero · c4 pedone del bianco · d4 cavallo del nero · f4 cavallo del nero · h4 pedone del bianco · d2 torre del bianco · h2 alfiere del bianco · a1 donna del bianco | b8 cavallo del bianco · g8 re del bianco · e7 pedone del nero · h7 alfiere del bianco · e6 re del nero · f6 pedone del nero · c5 pedone del nero · f5 cavallo del bianco · h5 pedone del nero · c4 pedone del bianco · d4 cavallo del nero · f4 cavallo del nero · h4 pedone del bianco · d2 torre del bianco · h2 alfiere del bianco · a1 donna del bianco | b8 cavallo del bianco · g8 re del bianco · e7 pedone del nero · h7 alfiere del bianco · e6 re del nero · f6 pedone del nero · c5 pedone del nero · f5 cavallo del bianco · h5 pedone del nero · c4 pedone del bianco · d4 cavallo del nero · f4 cavallo del nero · h4 pedone del bianco · d2 torre del bianco · h2 alfiere del bianco · a1 donna del bianco | b8 cavallo del bianco · g8 re del bianco · e7 pedone del nero · h7 alfiere del bianco · e6 re del nero · f6 pedone del nero · c5 pedone del nero · f5 cavallo del bianco · h5 pedone del nero · c4 pedone del bianco · d4 cavallo del nero · f4 cavallo del nero · h4 pedone del bianco · d2 torre del bianco · h2 alfiere del bianco · a1 donna del bianco | 5 |
| 4 | b8 cavallo del bianco · g8 re del bianco · e7 pedone del nero · h7 alfiere del bianco · e6 re del nero · f6 pedone del nero · c5 pedone del nero · f5 cavallo del bianco · h5 pedone del nero · c4 pedone del bianco · d4 cavallo del nero · f4 cavallo del nero · h4 pedone del bianco · d2 torre del bianco · h2 alfiere del bianco · a1 donna del bianco | b8 cavallo del bianco · g8 re del bianco · e7 pedone del nero · h7 alfiere del bianco · e6 re del nero · f6 pedone del nero · c5 pedone del nero · f5 cavallo del bianco · h5 pedone del nero · c4 pedone del bianco · d4 cavallo del nero · f4 cavallo del nero · h4 pedone del bianco · d2 torre del bianco · h2 alfiere del bianco · a1 donna del bianco | b8 cavallo del bianco · g8 re del bianco · e7 pedone del nero · h7 alfiere del bianco · e6 re del nero · f6 pedone del nero · c5 pedone del nero · f5 cavallo del bianco · h5 pedone del nero · c4 pedone del bianco · d4 cavallo del nero · f4 cavallo del nero · h4 pedone del bianco · d2 torre del bianco · h2 alfiere del bianco · a1 donna del bianco | b8 cavallo del bianco · g8 re del bianco · e7 pedone del nero · h7 alfiere del bianco · e6 re del nero · f6 pedone del nero · c5 pedone del nero · f5 cavallo del bianco · h5 pedone del nero · c4 pedone del bianco · d4 cavallo del nero · f4 cavallo del nero · h4 pedone del bianco · d2 torre del bianco · h2 alfiere del bianco · a1 donna del bianco | b8 cavallo del bianco · g8 re del bianco · e7 pedone del nero · h7 alfiere del bianco · e6 re del nero · f6 pedone del nero · c5 pedone del nero · f5 cavallo del bianco · h5 pedone del nero · c4 pedone del bianco · d4 cavallo del nero · f4 cavallo del nero · h4 pedone del bianco · d2 torre del bianco · h2 alfiere del bianco · a1 donna del bianco | b8 cavallo del bianco · g8 re del bianco · e7 pedone del nero · h7 alfiere del bianco · e6 re del nero · f6 pedone del nero · c5 pedone del nero · f5 cavallo del bianco · h5 pedone del nero · c4 pedone del bianco · d4 cavallo del nero · f4 cavallo del nero · h4 pedone del bianco · d2 torre del bianco · h2 alfiere del bianco · a1 donna del bianco | b8 cavallo del bianco · g8 re del bianco · e7 pedone del nero · h7 alfiere del bianco · e6 re del nero · f6 pedone del nero · c5 pedone del nero · f5 cavallo del bianco · h5 pedone del nero · c4 pedone del bianco · d4 cavallo del nero · f4 cavallo del nero · h4 pedone del bianco · d2 torre del bianco · h2 alfiere del bianco · a1 donna del bianco | b8 cavallo del bianco · g8 re del bianco · e7 pedone del nero · h7 alfiere del bianco · e6 re del nero · f6 pedone del nero · c5 pedone del nero · f5 cavallo del bianco · h5 pedone del nero · c4 pedone del bianco · d4 cavallo del nero · f4 cavallo del nero · h4 pedone del bianco · d2 torre del bianco · h2 alfiere del bianco · a1 donna del bianco | 4 |
| 3 | b8 cavallo del bianco · g8 re del bianco · e7 pedone del nero · h7 alfiere del bianco · e6 re del nero · f6 pedone del nero · c5 pedone del nero · f5 cavallo del bianco · h5 pedone del nero · c4 pedone del bianco · d4 cavallo del nero · f4 cavallo del nero · h4 pedone del bianco · d2 torre del bianco · h2 alfiere del bianco · a1 donna del bianco | b8 cavallo del bianco · g8 re del bianco · e7 pedone del nero · h7 alfiere del bianco · e6 re del nero · f6 pedone del nero · c5 pedone del nero · f5 cavallo del bianco · h5 pedone del nero · c4 pedone del bianco · d4 cavallo del nero · f4 cavallo del nero · h4 pedone del bianco · d2 torre del bianco · h2 alfiere del bianco · a1 donna del bianco | b8 cavallo del bianco · g8 re del bianco · e7 pedone del nero · h7 alfiere del bianco · e6 re del nero · f6 pedone del nero · c5 pedone del nero · f5 cavallo del bianco · h5 pedone del nero · c4 pedone del bianco · d4 cavallo del nero · f4 cavallo del nero · h4 pedone del bianco · d2 torre del bianco · h2 alfiere del bianco · a1 donna del bianco | b8 cavallo del bianco · g8 re del bianco · e7 pedone del nero · h7 alfiere del bianco · e6 re del nero · f6 pedone del nero · c5 pedone del nero · f5 cavallo del bianco · h5 pedone del nero · c4 pedone del bianco · d4 cavallo del nero · f4 cavallo del nero · h4 pedone del bianco · d2 torre del bianco · h2 alfiere del bianco · a1 donna del bianco | b8 cavallo del bianco · g8 re del bianco · e7 pedone del nero · h7 alfiere del bianco · e6 re del nero · f6 pedone del nero · c5 pedone del nero · f5 cavallo del bianco · h5 pedone del nero · c4 pedone del bianco · d4 cavallo del nero · f4 cavallo del nero · h4 pedone del bianco · d2 torre del bianco · h2 alfiere del bianco · a1 donna del bianco | b8 cavallo del bianco · g8 re del bianco · e7 pedone del nero · h7 alfiere del bianco · e6 re del nero · f6 pedone del nero · c5 pedone del nero · f5 cavallo del bianco · h5 pedone del nero · c4 pedone del bianco · d4 cavallo del nero · f4 cavallo del nero · h4 pedone del bianco · d2 torre del bianco · h2 alfiere del bianco · a1 donna del bianco | b8 cavallo del bianco · g8 re del bianco · e7 pedone del nero · h7 alfiere del bianco · e6 re del nero · f6 pedone del nero · c5 pedone del nero · f5 cavallo del bianco · h5 pedone del nero · c4 pedone del bianco · d4 cavallo del nero · f4 cavallo del nero · h4 pedone del bianco · d2 torre del bianco · h2 alfiere del bianco · a1 donna del bianco | b8 cavallo del bianco · g8 re del bianco · e7 pedone del nero · h7 alfiere del bianco · e6 re del nero · f6 pedone del nero · c5 pedone del nero · f5 cavallo del bianco · h5 pedone del nero · c4 pedone del bianco · d4 cavallo del nero · f4 cavallo del nero · h4 pedone del bianco · d2 torre del bianco · h2 alfiere del bianco · a1 donna del bianco | 3 |
| 2 | b8 cavallo del bianco · g8 re del bianco · e7 pedone del nero · h7 alfiere del bianco · e6 re del nero · f6 pedone del nero · c5 pedone del nero · f5 cavallo del bianco · h5 pedone del nero · c4 pedone del bianco · d4 cavallo del nero · f4 cavallo del nero · h4 pedone del bianco · d2 torre del bianco · h2 alfiere del bianco · a1 donna del bianco | b8 cavallo del bianco · g8 re del bianco · e7 pedone del nero · h7 alfiere del bianco · e6 re del nero · f6 pedone del nero · c5 pedone del nero · f5 cavallo del bianco · h5 pedone del nero · c4 pedone del bianco · d4 cavallo del nero · f4 cavallo del nero · h4 pedone del bianco · d2 torre del bianco · h2 alfiere del bianco · a1 donna del bianco | b8 cavallo del bianco · g8 re del bianco · e7 pedone del nero · h7 alfiere del bianco · e6 re del nero · f6 pedone del nero · c5 pedone del nero · f5 cavallo del bianco · h5 pedone del nero · c4 pedone del bianco · d4 cavallo del nero · f4 cavallo del nero · h4 pedone del bianco · d2 torre del bianco · h2 alfiere del bianco · a1 donna del bianco | b8 cavallo del bianco · g8 re del bianco · e7 pedone del nero · h7 alfiere del bianco · e6 re del nero · f6 pedone del nero · c5 pedone del nero · f5 cavallo del bianco · h5 pedone del nero · c4 pedone del bianco · d4 cavallo del nero · f4 cavallo del nero · h4 pedone del bianco · d2 torre del bianco · h2 alfiere del bianco · a1 donna del bianco | b8 cavallo del bianco · g8 re del bianco · e7 pedone del nero · h7 alfiere del bianco · e6 re del nero · f6 pedone del nero · c5 pedone del nero · f5 cavallo del bianco · h5 pedone del nero · c4 pedone del bianco · d4 cavallo del nero · f4 cavallo del nero · h4 pedone del bianco · d2 torre del bianco · h2 alfiere del bianco · a1 donna del bianco | b8 cavallo del bianco · g8 re del bianco · e7 pedone del nero · h7 alfiere del bianco · e6 re del nero · f6 pedone del nero · c5 pedone del nero · f5 cavallo del bianco · h5 pedone del nero · c4 pedone del bianco · d4 cavallo del nero · f4 cavallo del nero · h4 pedone del bianco · d2 torre del bianco · h2 alfiere del bianco · a1 donna del bianco | b8 cavallo del bianco · g8 re del bianco · e7 pedone del nero · h7 alfiere del bianco · e6 re del nero · f6 pedone del nero · c5 pedone del nero · f5 cavallo del bianco · h5 pedone del nero · c4 pedone del bianco · d4 cavallo del nero · f4 cavallo del nero · h4 pedone del bianco · d2 torre del bianco · h2 alfiere del bianco · a1 donna del bianco | b8 cavallo del bianco · g8 re del bianco · e7 pedone del nero · h7 alfiere del bianco · e6 re del nero · f6 pedone del nero · c5 pedone del nero · f5 cavallo del bianco · h5 pedone del nero · c4 pedone del bianco · d4 cavallo del nero · f4 cavallo del nero · h4 pedone del bianco · d2 torre del bianco · h2 alfiere del bianco · a1 donna del bianco | 2 |
| 1 | b8 cavallo del bianco · g8 re del bianco · e7 pedone del nero · h7 alfiere del bianco · e6 re del nero · f6 pedone del nero · c5 pedone del nero · f5 cavallo del bianco · h5 pedone del nero · c4 pedone del bianco · d4 cavallo del nero · f4 cavallo del nero · h4 pedone del bianco · d2 torre del bianco · h2 alfiere del bianco · a1 donna del bianco | b8 cavallo del bianco · g8 re del bianco · e7 pedone del nero · h7 alfiere del bianco · e6 re del nero · f6 pedone del nero · c5 pedone del nero · f5 cavallo del bianco · h5 pedone del nero · c4 pedone del bianco · d4 cavallo del nero · f4 cavallo del nero · h4 pedone del bianco · d2 torre del bianco · h2 alfiere del bianco · a1 donna del bianco | b8 cavallo del bianco · g8 re del bianco · e7 pedone del nero · h7 alfiere del bianco · e6 re del nero · f6 pedone del nero · c5 pedone del nero · f5 cavallo del bianco · h5 pedone del nero · c4 pedone del bianco · d4 cavallo del nero · f4 cavallo del nero · h4 pedone del bianco · d2 torre del bianco · h2 alfiere del bianco · a1 donna del bianco | b8 cavallo del bianco · g8 re del bianco · e7 pedone del nero · h7 alfiere del bianco · e6 re del nero · f6 pedone del nero · c5 pedone del nero · f5 cavallo del bianco · h5 pedone del nero · c4 pedone del bianco · d4 cavallo del nero · f4 cavallo del nero · h4 pedone del bianco · d2 torre del bianco · h2 alfiere del bianco · a1 donna del bianco | b8 cavallo del bianco · g8 re del bianco · e7 pedone del nero · h7 alfiere del bianco · e6 re del nero · f6 pedone del nero · c5 pedone del nero · f5 cavallo del bianco · h5 pedone del nero · c4 pedone del bianco · d4 cavallo del nero · f4 cavallo del nero · h4 pedone del bianco · d2 torre del bianco · h2 alfiere del bianco · a1 donna del bianco | b8 cavallo del bianco · g8 re del bianco · e7 pedone del nero · h7 alfiere del bianco · e6 re del nero · f6 pedone del nero · c5 pedone del nero · f5 cavallo del bianco · h5 pedone del nero · c4 pedone del bianco · d4 cavallo del nero · f4 cavallo del nero · h4 pedone del bianco · d2 torre del bianco · h2 alfiere del bianco · a1 donna del bianco | b8 cavallo del bianco · g8 re del bianco · e7 pedone del nero · h7 alfiere del bianco · e6 re del nero · f6 pedone del nero · c5 pedone del nero · f5 cavallo del bianco · h5 pedone del nero · c4 pedone del bianco · d4 cavallo del nero · f4 cavallo del nero · h4 pedone del bianco · d2 torre del bianco · h2 alfiere del bianco · a1 donna del bianco | b8 cavallo del bianco · g8 re del bianco · e7 pedone del nero · h7 alfiere del bianco · e6 re del nero · f6 pedone del nero · c5 pedone del nero · f5 cavallo del bianco · h5 pedone del nero · c4 pedone del bianco · d4 cavallo del nero · f4 cavallo del nero · h4 pedone del bianco · d2 torre del bianco · h2 alfiere del bianco · a1 donna del bianco | 1 |
|   | a | b | c | d | e | f | g | h |   |

Soluzione:
Chiave:  1. Ag6 !  zugzwang

1. ...Re5  2. Te2#

1. ...Cxf5  2. Af7#